# 初雪型護衛艦
初雪型護衛艦是日本的護衛艦，装备於日本海上自卫队（JMSDF）。这是其装备的第三代通用驱逐舰，同它的前一级别秋月型驱逐舰一样，改型舰艇主要任务是反潜作战。该级别共建造12艘，均在1982年至1987年之间完工，2021年全部退役。

## 设计原因
在1977财年的第4次国防建设计划（4次防）中，由于前期服役的春风级（30/31DDA），绫波级（30〜33DDK）和村雨级（28DD）护卫舰接近退役年限，海上自卫队迫切需要一款能大量生产顶替以上舰只并能满足未来需要的新型通用驱逐舰。
4次防之前建立的八舰六机体制中存在多功能驱逐舰（DDA）与反潜驱逐舰（DDK）两型驱逐舰并存的局面。而在4次防计划中，希望将舰队规模提升为八舰八机体制（既八八舰队），在此基础上提出了对多功能驱逐舰和反潜驱逐舰的功能进行整合的需求。
在4次防之前，海自提出过对于建造3600吨级搭载战术情报处理系统和舰对舰导弹的多功能驱逐舰（DDA），以及2500吨级搭载燃气轮机，战术情报处理系统和短程防空导弹的反潜驱逐舰（DDK）规划。前者因为石油危机而被取消，后者发展自山云级护卫舰后期型号。4次防中这些设想中的装备被整合至新的八八舰队中。

## 设计与开发
本级舰艇是日本海上自卫队一款通用驱逐舰。

### 舰体
按照惯例，该舰本该沿袭山云级驱逐舰船体，在舰艏安装一个主锚，但由于船首安装有大型声纳设备不得不作出改变。另一方面，由于新型声纳的需要，两个主锚采用传统的设计，安排在船首的两侧对称布置。也是出于该原因，自山云级开始配备的专用舰员房间布置，也不得不做出修改。
船身采用长艏楼设计，并对直升机甲板与火炮的布置进行调整，以降低船体的重心，因此后甲板的设计产生了很大的变化。水线以下部分则采用天津风号驱逐舰类似的设计。随着针对大规模核潜艇作战的需要，为了减低船体噪音，从三号舰开始对船体进行调整并安装了大倾角螺旋桨，1,2号舰也在后期换装了同类装备。另外舰上为了配合舰载直升机的使用在船身安装了减摇鳍。以及新的海上补给系统等许多新型装备。
为了减轻船体的整体重量，舰桥，桅杆，机库，烟囱等上层建筑大量使用了铝合金材料。但是铝合金材料热导率太高，并不合适用于建造军舰。相关情况在1975年的美国海军贝尔纳普号巡洋舰碰撞事故，以及1982年的马岛战争中的均得到体现。因此从8号舰开始停止使用铝合金材料建造军舰，船体全部使用钢材建造。由此带来船体重心的变化，并使得排水量增加了约100吨。

### 动力系统
该型舰艇是海自第一款采用全燃气轮机配置的舰艇。燃气轮机是基于航空发动机演变而来，并在20世纪70年代开始批量装备。特点是重量轻，加速性好，而且由于之前航空技术的积累，可靠性较高。在当时已经形成了海军舰艇动力换代的世界趋势。而且在此之前，海自的石狩号护卫舰已安装过该类型发动机，所不同的是初雪级没有配备柴油发动机，而是采用四台燃气轮机配备的两套动力推进系统。
每套系统均配备有一台勞斯萊斯SM1C燃气涡轮发动机和一台勞斯萊斯TM3B燃气涡轮发动机，前者用于巡航时使用，以提供良好的燃油经济性，后者用于作战时的高机动性需求，但是两种发动机不会同时使用，即所谓的的燃燃交替动力（COGOG）。与同一时期英国海军42型驱逐舰几乎是一样的动力配置，类似的还有英国海军21型护卫舰和22型护卫舰前两个批次。以至于有人认为初雪级是Boryu家族的旁系近亲。该系统提供了海自从传统汽轮机系统向更先进的燃燃联合动力（COGAG）系统过渡的重要环节。
为了提高抗打击能力，两套动力系统被安置在两舷，并前后安置。每套系统分为前部第一轮机室安装的是TM3B，中间第二轮机室安装的是减速齿轮组，后部的第三轮机房安装的是RM1C。推进器使用5叶可调距螺旋桨，以减轻水中的推进噪音。后期舰艇则对螺旋桨叶采用大倾角设计，进一步提高了性能。该型螺旋桨在低速时固定在100rpm的旋转速度，并控制展开叶片的角度，在超过14节叶片转角最大，在巡航时配合RM1C主机维持160rpm的转速，当转为24节的高速时配合主机TM3B维持260rpm的最优化转速。

### 作战系统
本级舰艇的设计目标是结合多功能护卫舰（DDA）和反潜护卫舰（DDK）的功能特点，并向欧美等国同类舰艇水平看齐，兼具防空、反舰和反潜功能。

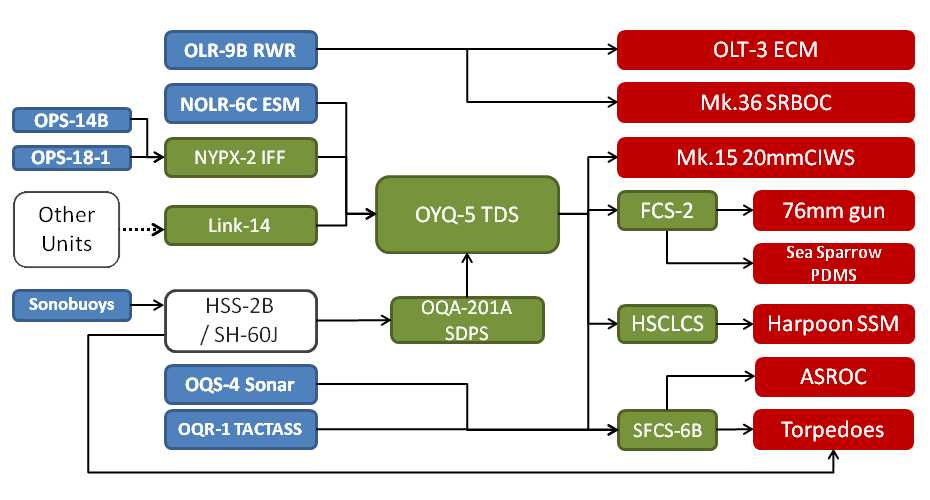
初雪型護衛艦戰鬥系統示意圖。

#### C4I
本型舰艇作为海上自卫队的主力，通过舰载综合作战系统将全舰的战术武器与探测设备进行了整合，这是日本首次建造装备综合作战系统的信息化军舰，具有划时代意义。另外，该战斗系统作为原型，在架构上长期保持相对稳定，直到高波级驱逐舰都得到了延续。 
OYQ-5作战系统的核心是战术数据处理系统（TDPS）。由1台AN/UYK-20计算机和五台OJ-194B工作站组成的。而在过去海上自卫队已使用的OYQ系列战术信息处理设备通常是由UYK-7和一个大型的CP-642组成，空间上受到制约。考虑到作战指挥中心（CIC）在战斗中的抗打击能力，因此被配置在驱逐舰第二甲板的主船壳内。
处于成本和功耗上的考虑，本型舰艇没有装备11号战术数据信息链。而是采用了无线链接的14号链路（STANAG 5514）自动接收从其他军舰传输过来的数据。

#### 防空

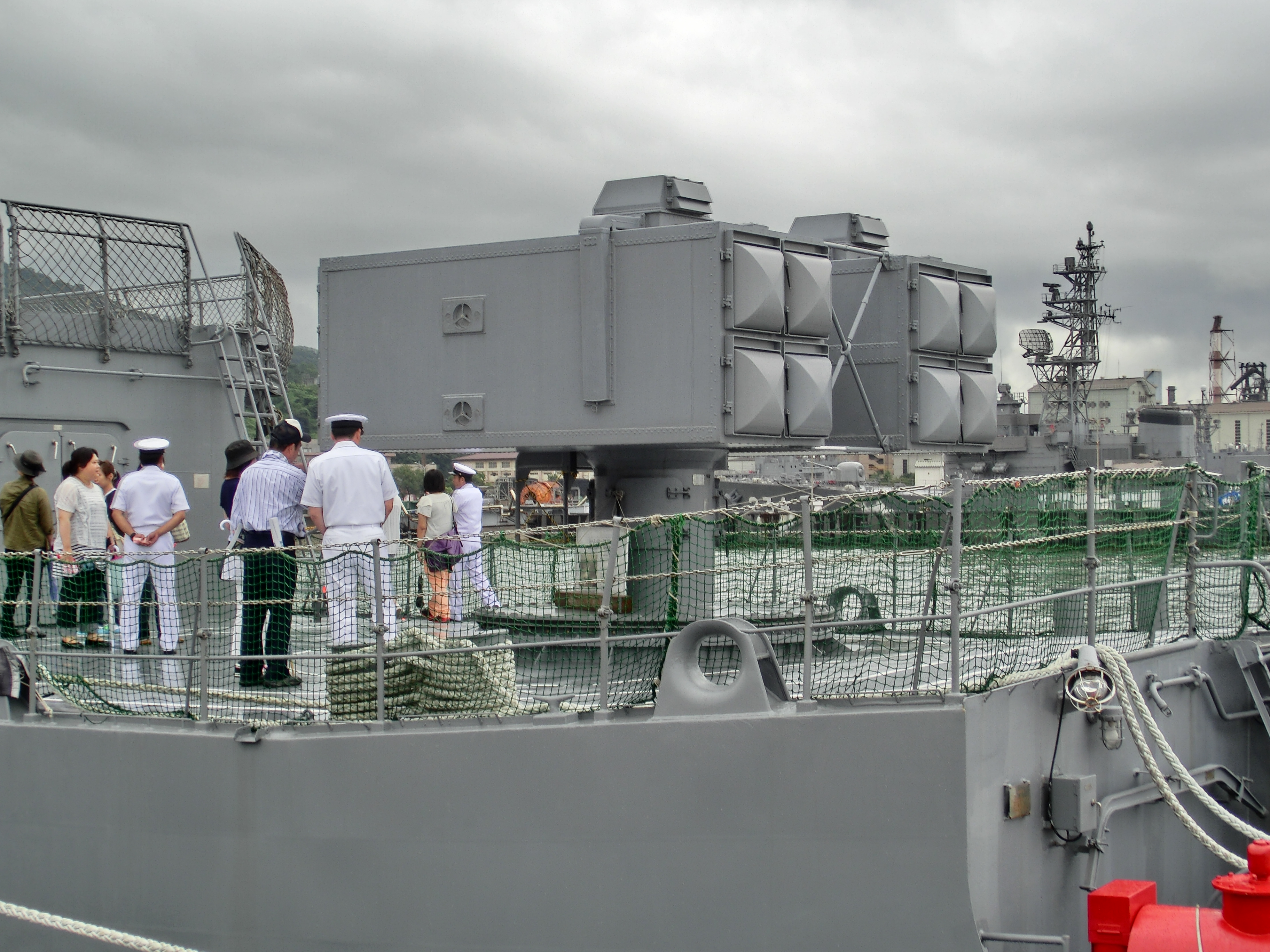
初雪型護衛艦后甲板的Mk.29八連裝RIM-7 海麻雀海對空飛彈發射器。

该级舰艇在后甲板配备有一部Mk.29八联装RIM-7 海麻雀防空导弹发射器，舰艏装备一门奥托76mm单管速射炮，舰桥两侧各布置一套密集阵近程防御武器系统，由此组成3层对空防御火力。使得该舰具有超过日本海自以往任何一种多功能驱逐舰（DDK）或者反潜驱逐舰（DDA）的单舰防空力量。结合当时新型的OYQ-5作战指挥系统，构建了一套半自动化的作战系统。各子系统如下：
- 1.OPS-14双坐标对空搜索雷达
- 2.OYQ-5战术信息处理系统
- 3.FCS-2火控系统
- 4.海麻雀防空导弹发射系统（NSSMS）
- 5.62倍口径76毫米单管速射炮

当出现空中威胁的时候，先由OPS-14对空搜索雷达探测与捕捉目标的基本参数，而后手动将目标信息输入到OYQ-5战术信息处理系统，经由情势判断列出各目标威胁程度，并排定攻击优先级，而后将打击目标的相关数据手动输入FCS-2火控系统，引导76毫米速射炮或海麻雀防空导弹进行攻击。
其中，新的海麻雀防空导弹系统此前已安装在白根级直升机驱逐舰（50DDH）上，火控系统采用日本国产FCS-2-12系统。此外，76毫米火炮，也在同期建造的石狩号护卫舰先行使用，其火控系统采用日本国产FCS-2-21型系统。
1979年度计划的3号舰峰雪号开始安装两部新型20mm密集阵近程防御武器系统（CIWS，Mk.15 mod.2），1~2号舰在以后的改装中也安装了该系统。应当指出，由于密集阵CIWS的自动化程度很高，可以独立于OYQ-5系统运作，实际上可以看做为一个独立的系统。

#### 对舰
该型舰艇的一大特点是装备有鱼叉式反舰导弹。该型导弹之前也装备在石狩号护卫舰上进行过检验。这也使得初雪级成为海自中第一款同时装备海麻雀和鱼叉系统的进行防空与反舰作战的作战舰艇。这个组合几乎出现在以后每一款海自的主力舰艇上。
两部Mk.141型四联装反舰导弹发射器被分别布置在烟囱两侧，通过SWG-1 HSCLCS射击指挥系统与OYQ-5连接，通过OPS-18水面目标雷达获得水面目标数据，并手动输入目标参数完成发射控制。此外，如果遇到紧急情况可以通过NOLR-6C 电子对抗系统（14号数据链）获取目标信息并进行打击。

#### 反潜
在反潜方面，初雪级基本上延续了前期多功能驱逐舰（DDK）和反潜驱逐舰（DDA）的设计特点，并在多个方面的性能上改善显著。
对潜主要探测设备包括：OQS-4舰壳声纳设备，OQR-1拖曳声纳（后期换装了拖曳阵列声纳），反潜直升机机载吊放声纳和声纳浮标。其中，声纳浮标采集到的信息被输入到舰上的OYQ-5系统，其他三种设备的信息被直接输入到SFCS-6A对潜攻击指挥系统用以指挥对潜攻击。此外，OQR-1拖曳声纳被认为是日版的美国AN/SQR-18 TACTASS，用以在远距离探测敌方潜艇。此外，源自DDA和DDK的OQS-4舰艏声纳，安装在靠近舰艏的舰底，尽量减少了对于舰艏设计的干扰。
一方面，作为对潜攻击的武器包含：除了长期配备的两部68式HOS-301型3联装鱼雷发射管和74式八联装阿斯洛克反潜导弹发射器外，还可以通过反潜直升机使用空投鱼雷直接对潜艇发动攻击。其中，鱼雷发射管和阿斯洛克是受SFCS-6A对潜攻击控制系统的管制。因此，构成了远距离依靠反潜直升机，中距离使用阿斯洛克，近距离依靠舰载鱼雷的三层火力配置，和同类欧美舰船相较也是非常强大的火力配置。例如当时的荷兰皇家海军的科顿艾尔级护卫舰，西德海军不来梅级护卫舰这样所谓的3000吨级标准护卫舰，均无如此配备。此外，与以往配备阿斯洛克发射器相比，该舰在舰桥下方安装有自动装弹机，摆脱了以往手动装填弹药的局面。同时为了保证弹药库发生意外情况时对于舰桥的安全，作为损管措施在舰桥每侧的墙壁上开有6组圆形窗户。
另一方面，与美国海军的LAMPS不同的是，反潜巡逻直升机具有更好的独立作战能力，也就是说，舰载机可以基于吊放声呐获得的具体信息发动对潜攻击，或者像LAMPS那样，由母船指挥对潜攻击。

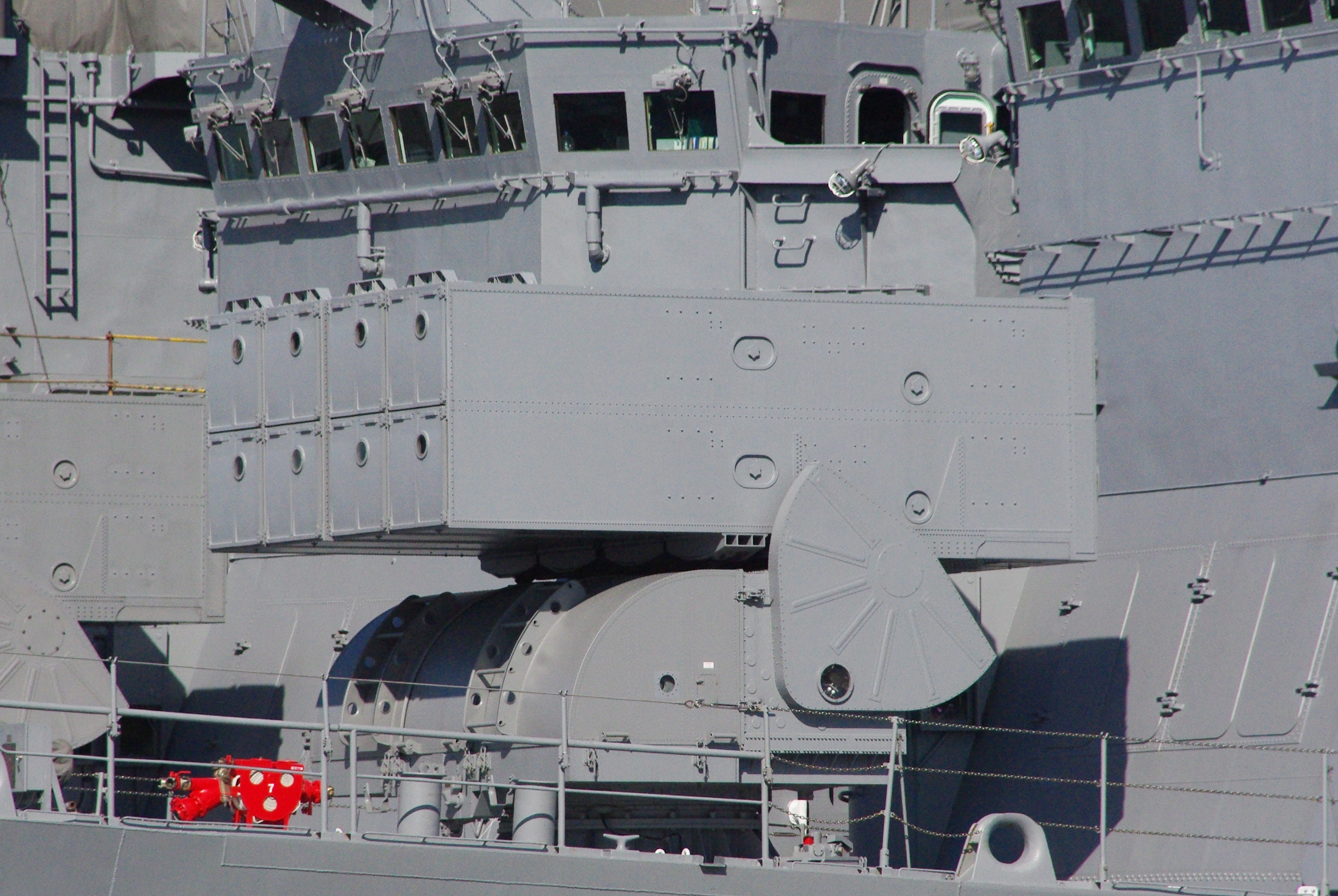
74式八联装阿斯洛克反潜导弹发射器
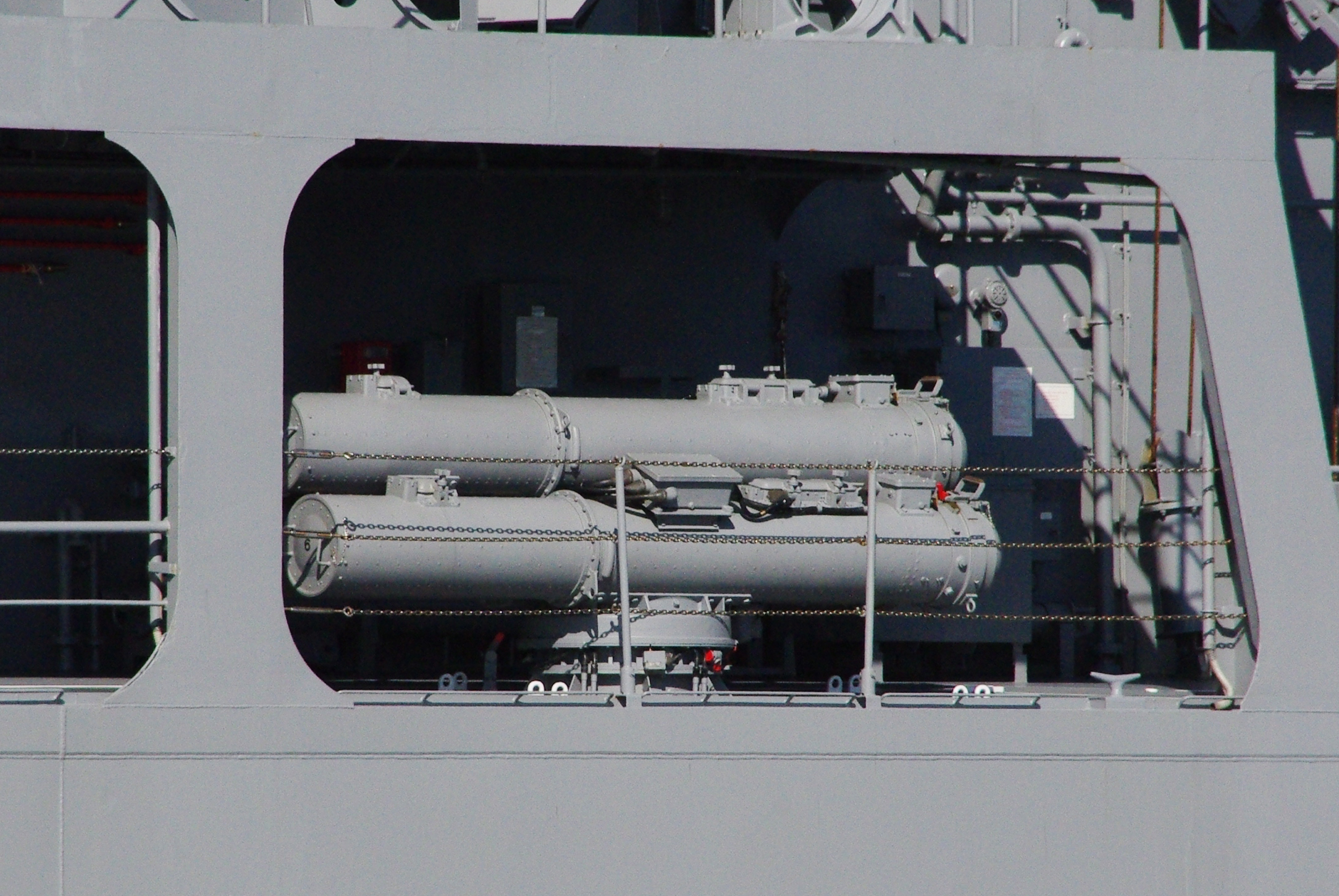
68式HOS-301型3連装短魚雷発射管

#### 电子战
该型舰艇装备NOLR-6C作为电子探测装置（ESM），OLT-3作为电子对抗（ECM）。另外，作为反导弹的软杀伤手段，装备有OLR-6C导弹预警设备和Mk.36 SRBOC诱饵发射装置。

#### 舰载机
作为八八舰队的重要组成部分，该舰设置有飞行甲板用户配置舰载直升机。早期是装备一架HSS-2B（海王S-61）直升机。后期全部换装SH-60J海鹰直升机。
处于飞行安全的考虑，Mk.29型海麻雀防空导弹发射器高度受到限制，安装位置低于飞行甲板。

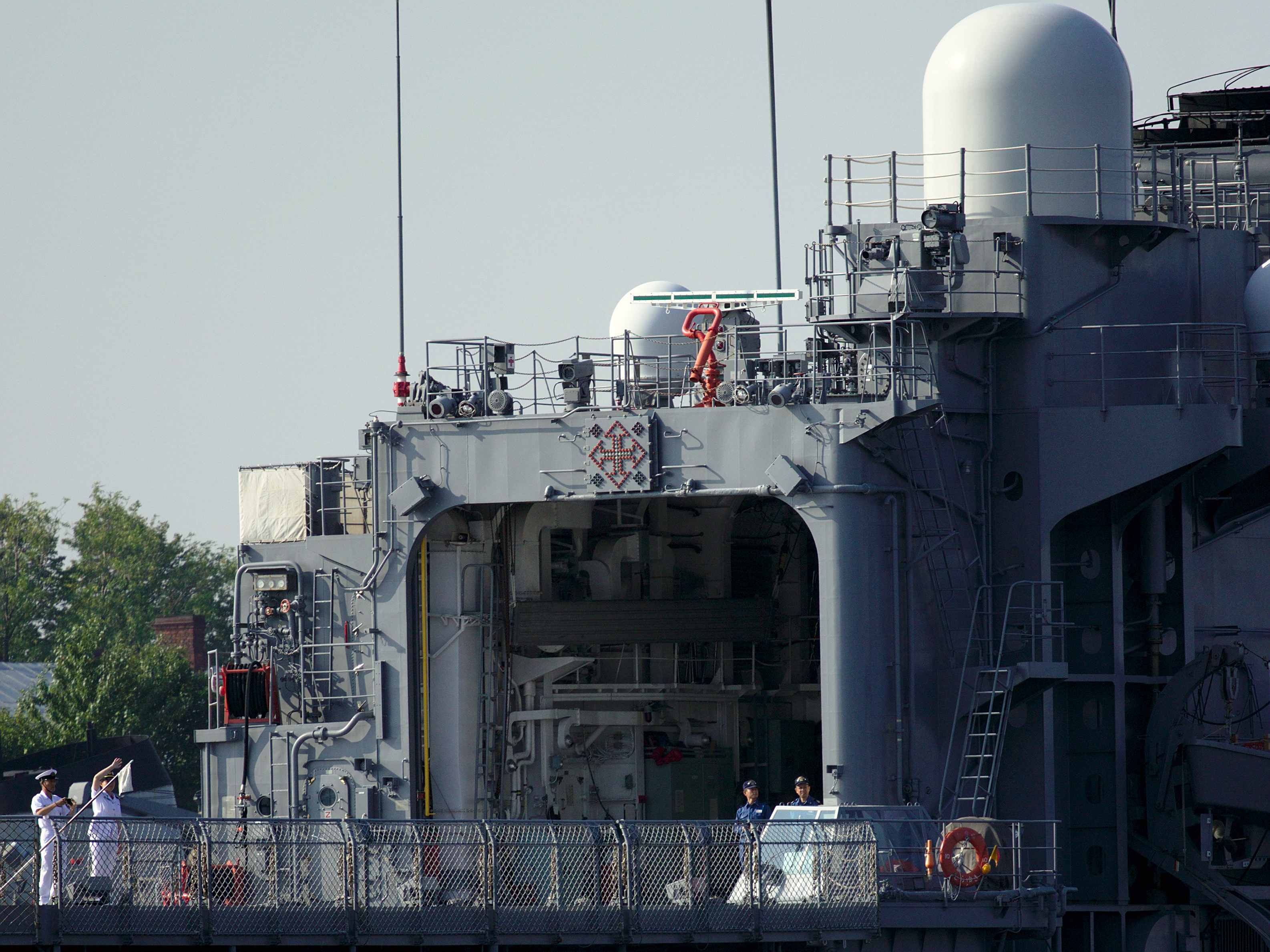
初雪型護衛艦機庫
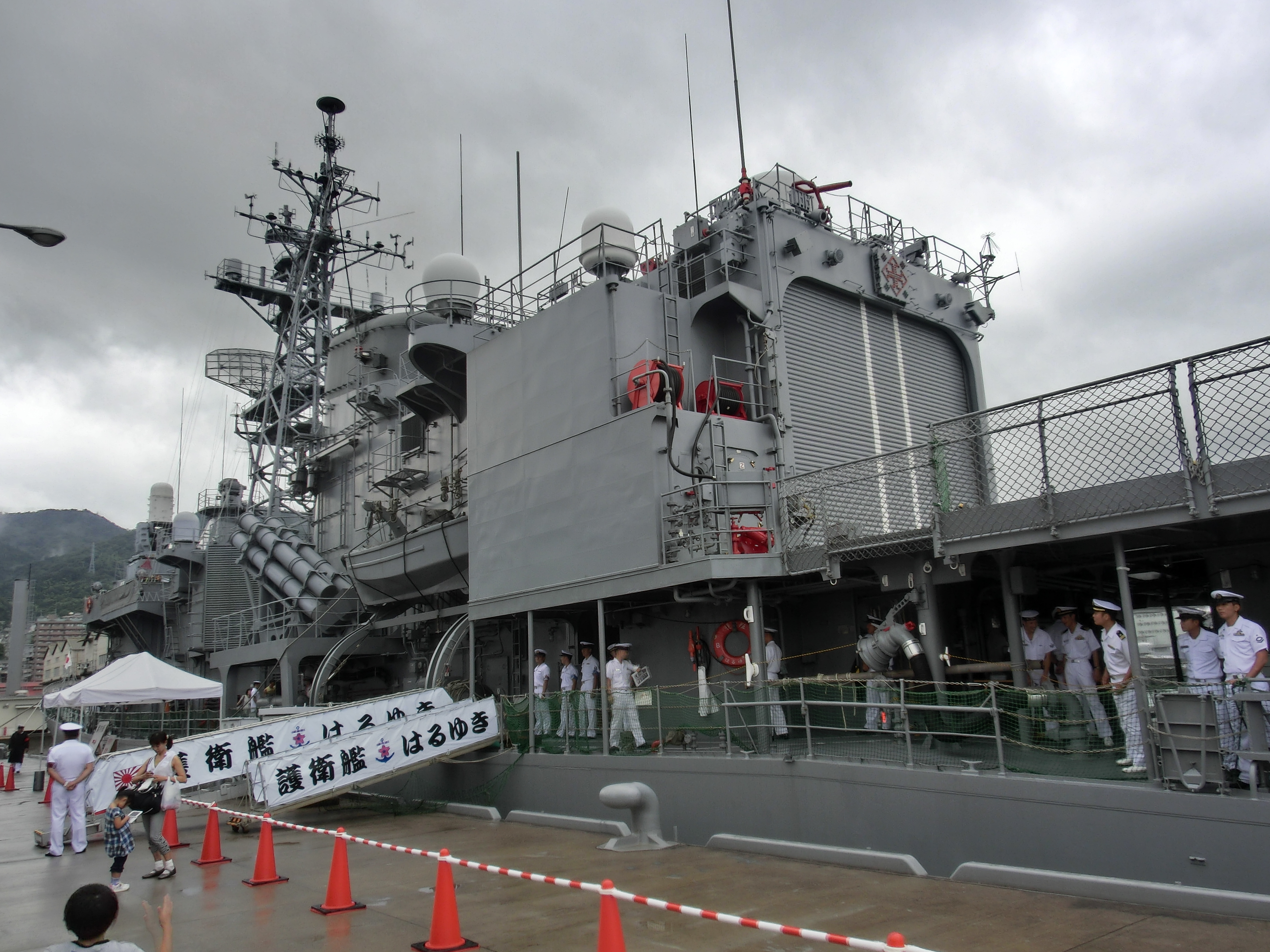
初雪型護衛艦機庫側面
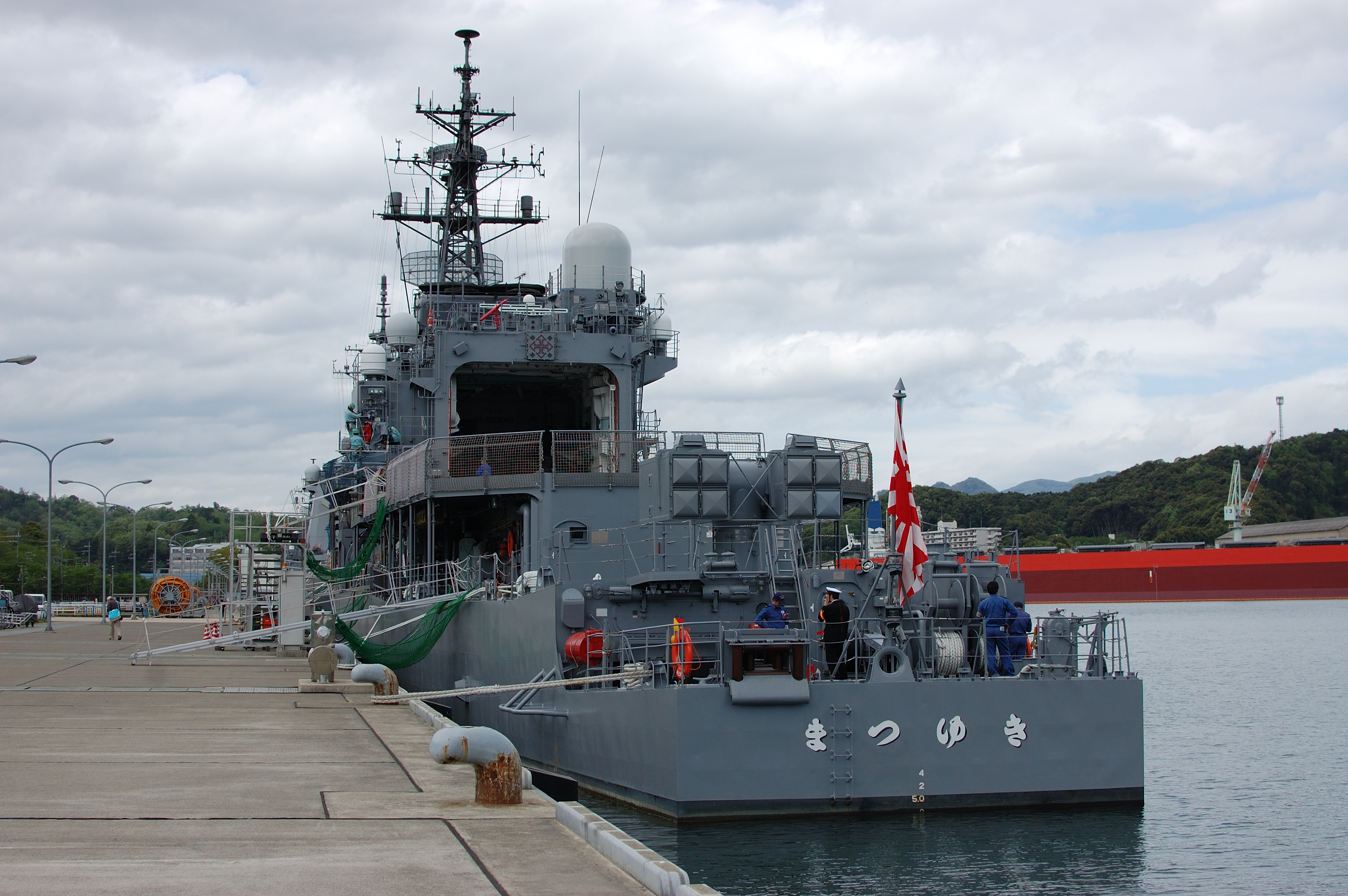
初雪型護衛艦機庫與艦尾

## 海上自卫队通用护卫舰对比
|          |            | 朝日級                                                   | 秋月级                                                   | 高波級                                                   | 村雨级                                              | 朝霧级                                              | 初雪级                                              |
| -------- | ---------- | -------------------------------------------------------- | -------------------------------------------------------- | -------------------------------------------------------- | --------------------------------------------------- | --------------------------------------------------- | --------------------------------------------------- |
| 世代     | 世代       | 第2代                                                    | 第2代                                                    | 第2代                                                    | 第2代                                               | 第1代                                               | 第1代                                               |
| 船体     | 基準排水量 | 5,100 吨                                                 | 5,050 吨                                                 | 4,650 吨                                                 | 4,550 吨                                            | 3,500 吨                                            | 2,950 吨                                            |
| 船体     | 満載排水量 | 6,800吨                                                  | 6,800吨                                                  | 6,300 吨                                                 | 6,100 吨                                            | 4,900 吨                                            | 4,000 吨                                            |
| 船体     | 全長       | 151 米                                                   | 150.5 米                                                 | 151 米                                                   | 151 米                                              | 137 米                                              | 130 米                                              |
| 船体     | 全宽       | 18.3 米                                                  | 18.3 米                                                  | 17.4 米                                                  | 17.4 米                                             | 14.6 米                                             | 13.6 米                                             |
| 动力     | 方式       | COGLAG                                                   | COGAG                                                    | COGAG                                                    | COGAG                                               | COGAG                                               | COGOG                                               |
| 动力     | 功率       | 62,500 匹马力                                            | 64,000 匹马力                                            | 60,000 匹马力                                            | 60,000 匹马力                                       | 54,000 匹马力                                       | 45,000 匹马力                                       |
| 动力     | 速度       | 30 节                                                    | 30 节                                                    | 30 节                                                    | 30 节                                               | 30 节                                               | 30 节                                               |
| 武器装备 | 火炮       | Mk_45艦砲×1                                              | Mk_45艦砲×1                                              | 奧托布雷達127公厘艦炮×1                                  | 奧托梅萊拉76公釐艦炮×1                              | 奧托梅萊拉76公釐艦炮×1                              | 奧托梅萊拉76公釐艦炮×1                              |
| 武器装备 | 火炮       | 方陣近迫武器×2                                           |                                                          |                                                          |                                                     |                                                     |                                                     |
| 武器装备 | 导弹       | Mk.41 VLS×32联装 (进化型海麻雀 / 海麻雀导弹, 07式 / VLA) | Mk.41 VLS×32联装 (进化型海麻雀 / 海麻雀导弹, 07式 / VLA) | Mk.41 VLS×32联装 (进化型海麻雀 / 海麻雀导弹, 07式 / VLA) | Mk.48 垂直发射系统×16联装 (海麻雀/进化型海麻雀)     | Mk 29导弹发射器 8联装×1 (进化型海麻雀)              | Mk 29导弹发射器 8联装×1 (进化型海麻雀)              |
| 武器装备 | 导弹       | Mk.41 VLS×32联装 (进化型海麻雀 / 海麻雀导弹, 07式 / VLA) | Mk.41 VLS×32联装 (进化型海麻雀 / 海麻雀导弹, 07式 / VLA) | Mk.41 VLS×32联装 (进化型海麻雀 / 海麻雀导弹, 07式 / VLA) | Mk.41 VLS×16联装 (VLA)                              | 74式8管发射器×1 (RUR-5阿斯洛克反潛飛彈)             | 74式8管发射器×1 (RUR-5阿斯洛克反潛飛彈)             |
| 武器装备 | 导弹       | 90式反艦飛彈4連装發射器×2                                | 90式反艦飛彈4連装發射器×2                                | 90式反艦飛彈4連装發射器×2                                | 90式反艦飛彈4連装發射器×2                           | 魚叉反艦飛彈6联装×2                                 | 魚叉反艦飛彈6联装×2                                 |
| 武器装备 | 水雷       | 3連裝MK32型鱼雷发射管×2 (12式 / 97式 / Mk46 / 73式)      | 3連裝MK32型鱼雷发射管×2 (12式 / 97式 / Mk46 / 73式)      | 3連裝MK32型鱼雷发射管×2 (12式 / 97式 / Mk46 / 73式)      | 3連裝MK32型鱼雷发射管×2 (12式 / 97式 / Mk46 / 73式) | 3連裝MK32型鱼雷发射管×2 (12式 / 97式 / Mk46 / 73式) | 3連裝MK32型鱼雷发射管×2 (12式 / 97式 / Mk46 / 73式) |
| 艦載機   | 艦載機     | SH-60K×1                                                 | SH-60J/K×1                                               | SH-60J/K×1                                               | SH-60J/K×1                                          | SH-60J/K×1                                          | SH-60J/HSS-2B×1                                     |
| 同型艦数 | 同型艦数   | 2艘                                                      | 4艘                                                      | 5艘                                                      | 9艘                                                 | 8艘                                                 | 12艘（退役）                                        |

## 同级舰艇
| 编号                 | 舰名   | 船厂                           | 开工日期                     | 下水日期                     | 完工日期                     | 转为训练舰时间 用途变更     | 退役时间                    | 所属舰队                          | 備註           |
| -------------------- | ------ | ------------------------------ | ---------------------------- | ---------------------------- | ---------------------------- | --------------------------- | --------------------------- | --------------------------------- | -------------- |
| DD-122               | 初雪   | 住友重机械 追浜造船所 浦賀船厂 | 1979年 （昭和54年） 3月14日  | 1980年 （昭和55年） 11月7日  | 1982年 （昭和57年） 3月23日  |                             | 2010年 （平成22年） 6月25日 | 最后归属 横須賀基地 第11護衛隊    |                |
| DD-123/TV-3517       | 白雪   | 日立造船 舞鶴船厂              | 1979年 （昭和54年） 12月3日  | 1981年 （昭和56年） 8月4日   | 1983年 （昭和58年） 2月8日   | 2011年 （平成23年） 3月16日 | 2016年 （平成28年） 4月27日 | 最后归属 練習艦隊 （呉）          |                |
| DD-124               | 峰雪   | 三菱重工业 长崎船厂            | 1981年 （昭和56年） 5月7日   | 1982年 （昭和57年） 10月19日 | 1984年 （昭和59年） 1月26日  |                             | 2013年 （平成25年） 3月7日  | 最后归属 舞鶴基地 第14護衛隊      |                |
| DD-125               | 泽雪   | 石川島播磨重工業 东京第1船厂   | 1981年 （昭和56年） 4月22日  | 1982年 （昭和57年） 6月21日  | 1984年 （昭和59年） 2月15日  |                             | 2013年 （平成25年） 4月1日  | 最后归属 横須賀基地 第11護衛隊    |                |
| DD-126               | 滨雪   | 三井造船 玉野事业所            | 1981年 （昭和56年） 2月4日   | 1982年 （昭和58年） 5月27日  | 1983年 （昭和58年） 11月18日 |                             | 2012年 （平成24年） 3月14日 | 最后归属 舞鶴基地 第14護衛隊      | 2013年改作靶艦 |
| DD-127               | 矶雪   | 石川島播磨重工 东京第1船厂     | 1982年 （昭和57年） 1月23日  | 1983年 （昭和58年） 9月19日  | 1985年 （昭和60年） 1月23日  | -------                     | 2014年 （平成26年） 3月13日 | 最终归属 第13護衛隊 （佐世保）    |                |
| DD-128               | 春雪   | 住友重机械 追浜造船所 浦賀船厂 | 1982年 （昭和57年） 3月11日  | 1983年 （昭和58年） 9月6日   | 1985年 （昭和60年） 3月14日  | -------                     | 2014年 （平成26年） 3月13日 | 最终归属 第13護衛隊 （佐世保）    |                |
| DD-129/TV-3519       | 山雪   | 日立造船 舞鶴船厂              | 1983年 （昭和58年） 2月25日  | 1984年 （昭和59年） 7月10日  | 1985年 （昭和60年） 12月3日  | 2016年 （平成28年） 4月27日 | 2020年 （令和2年）3月19日   | 最後歸屬 練習艦隊 第1練習隊（呉） |                |
| DD-130               | 松雪   | 石川島播磨重工 东京第1船厂     | 1983年 （昭和58年） 4月7日   | 1984年 （昭和59年） 10月25日 | 1986年 （昭和61年） 3月19日  |                             | 2021年 （令和3年）4月7日    | 最後歸屬 舞鶴基地 第14護衛隊      |                |
| 旧:DD-131 現:TV-3518 | 濑户雪 | 三井造船 玉野事业所            | 1984年 （昭和59年） 1月16日  | 1985年 （昭和60年） 7月3日   | 1986年 （昭和61年） 12月11日 | 2012年 （平成24年） 3月14日 | 2021年 （令和3年）12月24日  | 最後歸屬 練習艦隊 第1練習隊（呉） |                |
| DD-132               | 朝雪   | 住友重机械 追浜造船所 浦賀船厂 | 1983年 （昭和58年） 12月22日 | 1985年 （昭和60年） 10月16日 | 1987年 （昭和62年） 2月20日  |                             | 2020年 （令和2年） 11月16日 | 最後歸屬 佐世保基地 第13護衛隊    |                |
| 旧:DD-133 現:TV-3513 | 岛雪   | 三菱重工業 長崎造船所          | 1984年 （昭和59年） 5月8日   | 1986年 （昭和61年） 1月29日  | 1987年 （昭和62年） 2月7日   | 1999年 （平成11年） 3月18日 | 2021年 （令和3年） 3月19日  | 最終歸屬 練習艦隊 第1練習隊（呉） |                |